# Vale do Paraíso (Pará)
Vale do Paraíso é uma reserva florestal composta por encostas íngremes e diversas cachoeiras em meio à mata nativa, localizada a 58 km do município de Alenquer, no estado do Pará. Possui infraestrutura turística.
O vale foi formado com a extinção de um rio, transformado em um igarapé que corre sobre lápides de pedra e se divide formando diversas cachoeiras, das quais se destacam Paraíso (12 metros de queda), Véu de Noiva (18 metros de queda com poço próprio para mergulho com lanterna) e Preciosa (35 metros de queda livre, ideal para prática de rapel).